# Kazuki Sakurada
Kazuki Sakurada (født 1. august 1982) er en tidligere japansk fodboldspiller.
Han har spillet for flere forskellige klubber i sin karriere, herunder Thespa Kusatsu.